# WWE SummerSlam (2024)
SummerSlam 2024 war eine Wrestling-Veranstaltung der WWE, die als Pay-per-View auf dem WWE Network und dem Streaming-Portal Peacock ausgestrahlt wurde. Sie fand am 3. August 2024 im Cleveland Browns Stadium in Cleveland, Ohio, Vereinigte Staaten statt. Es war die 37. Austragung des WWE SummerSlam seit 1988. Die Veranstaltung fand zum zweiten Mal in Cleveland statt.

## Hintergrund
Im Vorfeld der Veranstaltung wurden sieben Matches angesetzt. Diese resultierten aus den Storylines, die in den Wochen vor dem Pay-Per-View bei Raw und SmackDown, den wöchentlichen Shows der WWE gezeigt wurden.

## Ergebnisse
| Matchart                                                 |                 |      |                   | Zeit  |
| -------------------------------------------------------- | --------------- | ---- | ----------------- | ----- |
| Singles-Match um die Women’s World Championship          | Liv Morgan (C)  | bes. | Rhea Ripley       | 15:55 |
| Singles-Match um die WWE Intercontinental Championship   | Bron Breakker   | bes. | Sami Zayn (C)     | 5:40  |
| Singles-Match um die WWE United States Championship      | LA Knight       | bes. | Logan Paul (C)    | 12:00 |
| Singles-Match um die WWE Women’s Championship            | Nia Jax         | bes. | Bayley (C)        | 12:30 |
| Singles-Match (Seth Rollins als Special Guest Referee)   | Drew McIntyre   | bes. | CM Punk           | 17:00 |
| Singles-Match um die World Heavyweight Championship      | Gunther         | bes. | Damian Priest (C) | 16:40 |
| Bloodline Rules-Match um die Undisputed WWE Championship | Cody Rhodes (C) | bes. | Solo Sikoa        | 29:10 |

| Funktion      | Name            |
| ------------- | --------------- |
| Kommentatoren | Corey Graves    |
| Kommentatoren | Michael Cole    |
| Kommentatoren | Pat McAfee      |
| Pre-Show      | Cathy Kelley    |
| Pre-Show      | Byron Saxton    |
| Pre-Show      | Peter Rosenberg |
| Pre-Show      | Jackie Redmond  |
| Pre-Show      | Big E           |
| Pre-Show      | Wade Barrett    |
| Pre-Show      | X-Pac           |
| Ringansager   | Samantha Irvin  |

## Besonderheiten
- Roman Reigns kehrte nach 118 Tagen im Main Event Match zurück.
- The Miz fungierte als Host.
- Jelly Roll trat als Musiker auf.
- Als amtierende Queen und King of The Ring, gewannen Nia Jax & Gunther ihre Titelmatches.
- Der SummerSlam 2024 war der vorerst letzte eintägige SummerSlam, ab 2025 findet der SummerSlam an zwei Tagen statt.[1]